# Linia kolejowa Senden – Weißenhorn

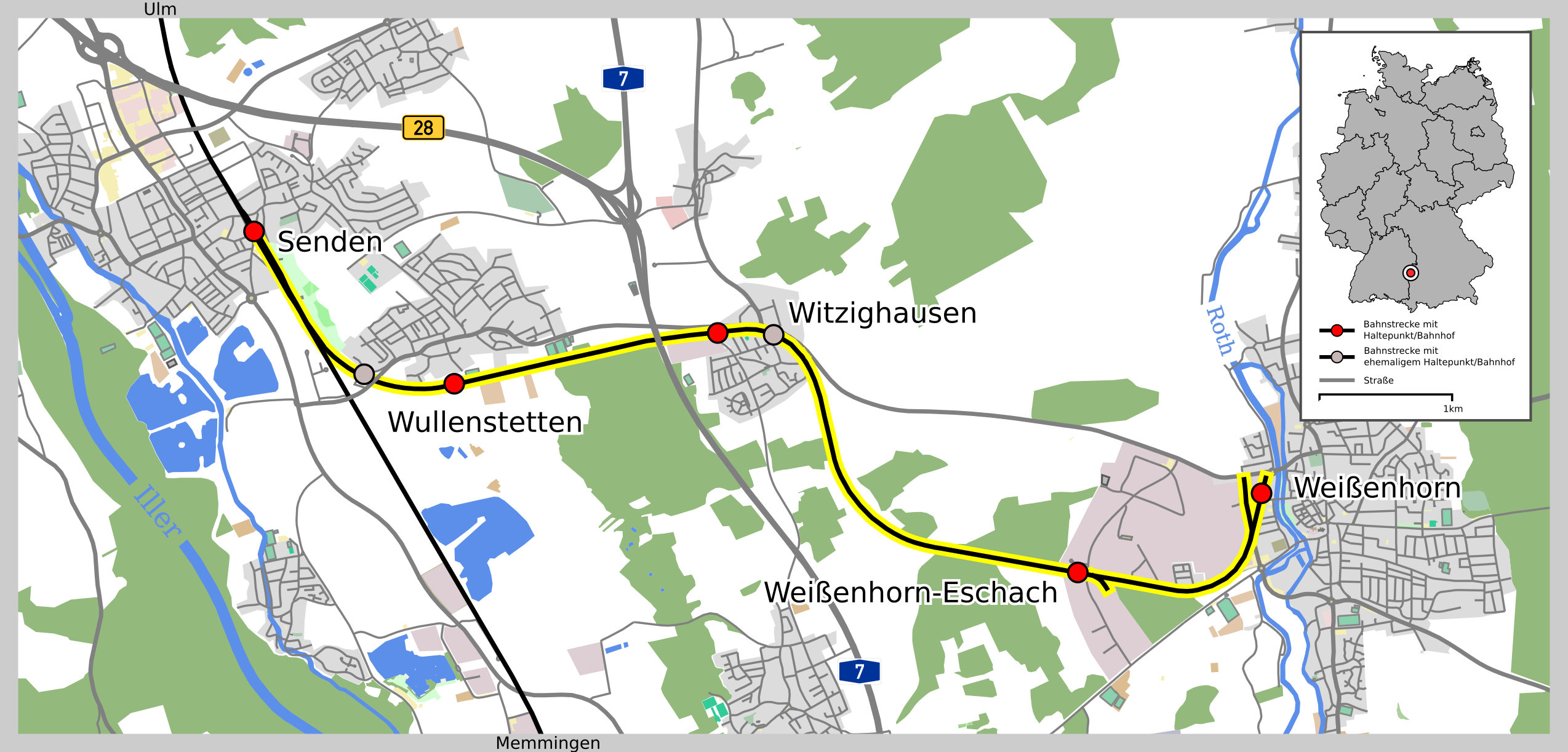
Mapa przebiegu linii Senden – Weißenhorn

Linia kolejowa Senden – Weißenhorn – drugorzędna linia kolejowa w Bawarii w Niemczech (długość: 9,622 km). Została wybudowana w 1878 jako jedna z 15 lokalnych linii kolejowych w Bawarii i odgałęzia się w kierunku wschodnim w Senden od linii kolejowej Neu-Ulm – Kempten (Illertalbahn) do Weißenhorn. Po zawieszeniu przewozów pasażerskich w 1966 linia była wykorzystywana jedynie do przewozów towarowych na potrzeby zakładów przemysłowych w Weißenhorn. W 2013 wznowiono regionalny ruch pasażerski i pociągi w godzinnym takcie kursują do dworca kolejowego w Ulm. Właścicielem linii od 2013 jest komunalna spółka Stadtwerke Ulm/Neu-Ulm.

## Historia

### Budowa i oddanie do użytku
Pierwsze przymiarki do połączenia kolejowego Weißenhorn miały miejsce już w roku 1856, niedługo po tym, jak w Memmingen powstało stowarzyszenie w celu budowy Illertalbahn. Burmistrz Weißenhorn, Jann starał się wpłynąć na przebieg linii tak, by trasa od Heimertinger przebiegała nie doliną Iller, ale doliną przepływającej przez Weißenhorn rzeki Roth. Naciski burmistrza nie przyniosły efektów i na całej długości kolej została poprowadzona wzdłuż Iller. Późniejsze starania rady miejskiej Weißenhorn nadal nie przynosiły efektu przez pewien czas, ale w 1864 zorganizowano połączenie konne do Vöhringen i w ten sposób miasto zyskało dostęp do linii kolejowej doliny Iller (Illertalbahn).
Kiedy 29 kwietnia 1869 w Królestwie Bawarii uchwalono pierwszą ustawę o lokalnych liniach kolejowych, które miały zagęścić bawarską sieć kolejową, dało to nowy impuls władzom Weißenhorn. 1872 miasto zleciło budowniczemu Karlowi Del Bondio zaprojektowanie dwóch wariantów połączenia miasta koleją: z Nersingen i Vöhringen. Del Bondio Przeanalizował możliwy do osiągnięcia przychód i zarekomendował budowę linii do Nersingen, która była co prawda dłuższa, ale znacząco łatwiejsza do przeprowadzenia i obejmowała więcej miejscowości. Koszt budowy oszacowano na 600 000 guldenów (2,1 mln marek z 1871), a miasto Weißenhorn miało z tego ponieść 100 000 guldenów (350 000 marek), finansowanych z długoletniej pożyczki wymagalnej do 1926 roku. Kosztorys miał posłużyć do uwzględnienia linii kolejowej w planach budowlanych wynikających z ustawy. Dyrekcja generalna kolei bawarskich podeszła do kosztorysu Del Bondio sceptycznie i uznała go za zbyt optymistyczny. W ocenie dyrekcji połączenie z Nersingen było nierentowne i odrzuciła ona w 1874 uwzględnienie linii w kolejnej ustawie o liniach lokalnych. Jednocześnie zaproponowała jako alternatywę połączenie z istniejącą linią kolejową w Senden i w listopadzie 1875 Karl Schnorr von Carolsfeld, późniejszy dyrektor generalny państwowych linii kolejowych (Generaldirektor der Staatsbahnen) przedłożył powierzony mu projekt. Koszty oszacowano na 1,2 mln marek. 29 lipca 1876 król Ludwik II Wittelsbach podpisał kolejną ustawę o liniach lokalnych, w której znalazła się linia kolejowa do Weißenhorn. Jeszcze w tym samym roku magistrat Weißenhorn zawarł umowę z krajowymi liniami kolejowymi o partycypacji w kosztach budowy. Zgodnie z ustawą z 1869 kosztami zakupu gruntów i prac ziemnych obciążany był samorząd i miasto musiało wyasygnować 286 000 marek. Prace budowlane rozpoczęły się latem 1877.
Dla lokalnych linii kolejowych nie przewidywano w ustawie z 1869 szczególnych regulacji budowlanych, a więc odpowiadały one tym obowiązującym główne linie kolejowe. W związku z tym trasowanie zakładało znaczne prace, w przeciwieństwie do później powstających lokalnych linii kolejowych. Jest to widoczne w głębokim wykopie zrealizowanym na potrzeby dworca Witzighausen. Trójkondygnacyjny budynek dworca i przejście nad torami odpowiadają raczej standardowi linii głównych.
Pierwszy próbny przejazd szlaku odbył się 4 września 1878, a oficjalnie linię otwarto 15 września 1878, jako jedną z 3 linii lokalnych w okręgu Szwabia i 15 w całej Bawarii. Pomimo zaproszeń na uroczystości nie pojawił się żaden przedstawiciel dyrekcji generalnej z Monachium. W pierwszym rozkładzie jazdy znajdowały się 4 pary pociągów dziennie.

### Rozwój aż do zawieszenia ruchu pasażerskiego
W 1908 położona na północ od Weißenhorn gmina Pfaffenhofen an der Roth zaproponowała budowę kolejnej linii. Trasa miała prowadzić od Neu-Ulm przez Pfaffenhofen do Weißenhorn i dalej doliną Roth do Babenhausen, gdzie łączyłaby się z linią Kellmünz – Babenhausen. W ten sposób miasto Weißenhorn stałoby się węzłem kolejowym. Wybuch I wojny światowej zniweczył te plany.
Przez dziesięciolecia oferta przewozowa nie ulegała większym zmianom, poza okresami ograniczeń związanych z wojnami. Przed wybuchem II wojny światowej w tabeli rozkładu jazdy 406d od poniedziałku do piątku było 6 par pociągów, a w weekendy siedem. Nalot amerykańskich bombowców 13 września 1944 poważnie uszkodził dworzec.
Po zakończeniu wojny, wskutek rozwoju motoryzacji popyt spadł znacząco. Poza tym Deutsche Bundesbahn oferowała od 21 lipca 1952 bezpośrednie połączenie autobusowe z Weißenhorn do Ulm, które nie zmuszało do przesiadki w Senden. Z czasem autobusy zaczęły kursować w cyklu godzinnym, zaś oferta kolejowa była ograniczana. Pod koniec przewoźnik oferował na dobę jedynie dwie pary pociągów, które, podobnie jak autobusy, były przedłużane do Ulm lub do Neu-Ulm. Ruch pasażerski ostatecznie zawieszono 25 września 1966, a linia figurowała wtedy w rozkładzie jazdy jako 407b. Od tej pory linią kursowały jedynie pociągi towarowe, przede wszystkim obsługujące bocznice w dzielnicy przemysłowej Eschach w Weißenhorn i w okolicach dworca. Do połowy lat 80. XX wieku zapotrzebowanie było na tyle duże, że planowo kursowały dwie pary pociągów towarowych dziennie.

### Wznowienie ruchu pasażerskiego
Od lat 90. XX wieku wielokrotnie żądano przywrócenia przewozów pasażerskich. W 1994 nowe przepisy prawne przeniosły odpowiedzialność za organizację regionalnych przewozów na kraje związkowe. Umożliwiło to nowe sposoby finansowania przewozów regionalnych (przez Bawarię). Od początku XXI wieku przede wszystkim Lokale Agenda 21 (regionalna grupa działania) z Weißenhorn angażowała się w inicjatywę wznowienia ruchu na trasie. Przynajmniej raz do roku odbywały się okolicznościowe przewozy szynobusem przedsiębiorstwa DB ZugBus Regionalverkehr Alb-Bodensee (RAB), spółki-córki DB Regio AG z okazji Dnia bez Samochodu na trasie Ulm-Weißenhorn. Akcji przewodniczyły lokalny związek komunikacyjny Donau-Iller-Nahverkehrsverbund (DING) i lokalna grupa działa. Od 2008 za wznowieniem przewozów lobbowały również lokalne przedsiębiorstwa.
Latem 2008 r. DB Netz AG zaoferowało linię na sprzedaż za 132 600 euro, przy czym nabywcą mogło być tylko inne przedsiębiorstwo zarządzające infrastrukturą kolejową. Koszty renowacji torów w ciągu kolejnych pięciu lat miały wynieść około 6 mln euro. Na ofertę odpowiedziało czterech chętnych, z których zostały wybrane Stadtwerke Ulm/Neu-Ulm (SWU Verkehr GmbH). Spółka wynajęła linię kolejową na początku lipca 2009 i nabyła ją w październiku 2013. Od wynajęcia torów SWU Verkehr GmbH zyskało status przedsiębiorstwa zarządzającego infrastrukturą kolejową (EIU). Przed rozbudową szlaku utrzymywało go przede wszystkim ze względu na przewozy towarowe.
W ekspertyzie z 2007 roku związek regionalny Donau-Iller (Regionalverband Donau-Iller) oszacował potencjał połączenia kolejowego z Weißenhorn przez Senden do Ulm na 3200 osób regularnie dojeżdżających do pracy. Od tego czasu projekt rozwoju komunikacji powiatu Neu-Ulm uwzględniał reaktywację przewozów kolejowych. Studium wykonalności przewidywało dostosowanie szlaku do prędkości 80 km/h, co wymagało ok. 11 mln euro nakładów. W lutym 2010 opinia przedstawiona komisji ds. transportu w powiecie zakładała takt godzinny od 6 rano do północy między Weißenhorn i Ulm, a od Senden do Ulm dodatkowe pociągi, by osiągnąć takt półgodzinny. Projekt zakładał rekonstrukcję układu linii autobusowych w celu uniknięcia dublowania pociągów przez autobusy, zmianę roli autobusów na dowozową do pociągów w Weißenhorn i Senden, stworzenie nowych przystanków (np. Weißenhorn-Eschach) i przeniesienie istniejących możliwie blisko miejscowości. Wraz z czasem dojazdu liczącym 25 minut zmiany te miały zachęcić do skorzystania z nowej oferty. Już na etapie wczesnych rozmów z bawarskim ministerstwem gospodarki i odpowiedzialną za regionalny transport szynowy spółką Bayerische Eisenbahngesellschaft (BEG) okazało się, że ze względu na sposób kształtowania rozkładu jazdy i długoterminowe przetargi na usługi przewozowe szybka realizacja pomysłu nie jest możliwa.

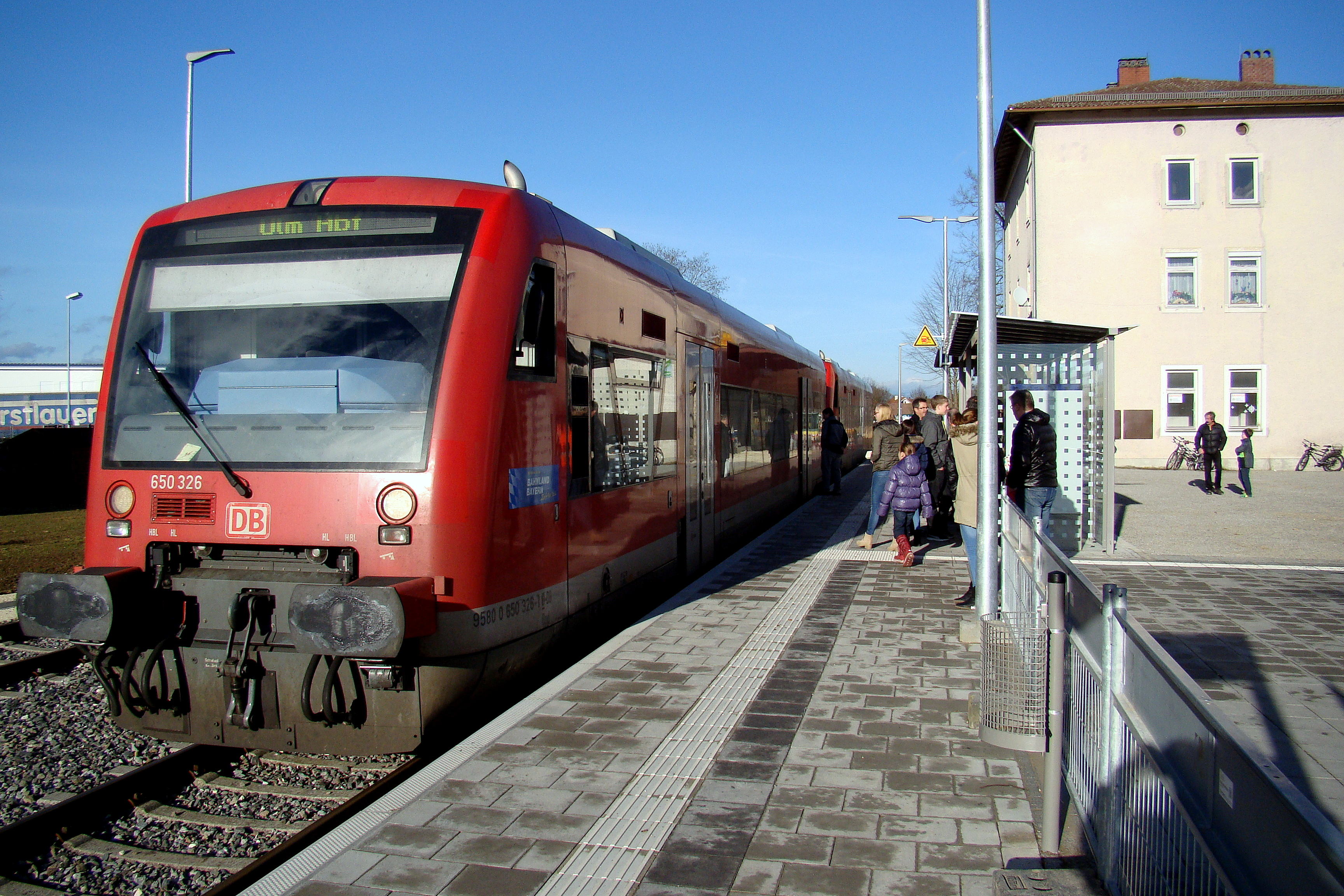
Podwójny szynobus serii 650 (Regio-Shuttle) na dworcu Weißenhorn przed odjazdem w kierunku Ulm.

18 czerwca 2011 BEG opublikowało w dzienniku urzędowym Unii Europejskiej, zgodnie z rozporządzeniem Unii Europejskiej nr 1370/2007 ogłoszenie o chęci zlecenia kolejowych przewozów pasażerskich na trasie do Weißenhorn. Według ogłoszenia planowane było uruchomienie pociągów na trasie Ulm – Weißenhorn w godzinnym takcie. Pod koniec 2011 roku zarządca infrastruktury, SWU Verkehr GmbH wniósł o ustalenie harmonogramu rozbudowy trasy. W toku postępowania ustalono, że dziennie między Ulm Hauptbahnhof a Weißenhorn będzie 38 kursów pasażerskich, które będą wstępem do organizacji w przyszłości regionalnej sieci S-Bahn (Regio-S-Bahn Donau-Iller) oraz dodatkowo między 3 a 5 w nocy dwa regularne pociągi towarowe. BEG ogłosiło w grudniu 2012 przetarg na obsługę przewozów na linii Ulm – Senden – Weißenhorn zgodnie z umówionymi warunkami w godzinnym takcie. W postępowaniu brało również udział Nahverkehrsgesellschaft Baden-Württemberg (NVBW) jako odpowiedzialne za zarządzanie krótkim odcinkiem pomiędzy granicą Bawarii na moście Donaubrücke w Neu-Ulm i dworcem głównym w Ulm.
Dopłatę do przewozów regionalnych, zamówionych od zmiany rozkładu jazdy w grudniu 2013, otrzymało 27 marca 2013 przedsiębiorstwo DB ZugBus Regionalverkehr Alb-Bodensee. Projekt uprawomocnił się w i SWU mogło rozpocząć prace modernizacyjne oszacowane na 10 mln euro. Prędkość szlakowa 100 km/h miała zapewnić konkurencyjny czas przejazdu. Wybudowano cztery perony, przejście nadziemne oraz zabezpieczono dziewięć przejazdów kolejowo-drogowych.
14 grudnia 2013 na dworcu w Weißenhorn uroczyście świętowano przywrócenie kolejowego ruchu pasażerskiego między Senden a Weißenhorn w godzinnym takcie. Od 15 grudnia 2013 stosuje się nazwę handlową trasy „Der Weißenhorner”. Według biura prasowego związku regionalnego Donau-Iller (Regionalverband Donau-Iller) była to pierwsza reaktywacja kolejowego ruchu pasażerskiego w Bawarii od ponad 40 lat. Jednak w 2006 wznowiono przewozy na odcinku Hörpolding – Traunreut, a w 2007 kursowanie pociągów do Neustadt (Waldnaab).
W opublikowanym pół roku po otwarciu linii raporcie starostwo Neu-Ulm poinformowało, że w dni robocze z połączenia korzysta 2000 pasażerów, wobec zakładanych 1800. Pociąg o godzinie 7 rano do Ulm został dodatkowo wzmocniony i kursuje od 15 sierpnia 2014 w potrójnym zestawieniu. Według innych źródeł w dni nauki szkolnej z pociągów korzysta ok. 1800 pasażerów dziennie. W grudniu 2015 BEG przedłużyło z wolnej ręki upływający w 2016 kontrakt z DB Regio na kolejne trzy lata – do 2019 roku. Po 2019 umowy będzie podpisywał związek komunikacyjny Badenii-Wirtembergii (Nahverkehrsgesellschaft Baden-Württemberg) w ramach zadania Dieselnetz Ulm. Obsługa sieci objętej zadaniem miała być już zlecona w 2017, ale ze względu na opóźnienia konieczne było zlecenie tymczasowej obsługi z wolnej ręki.

## Opis linii kolejowej

### Przebieg
Linia wybiega z dworca Senden w kierunku południowym i łagodnym łukiem skręca na wschód. Przebiega południowym skrajem Wullenstetten (dzielnica Senden) lekko nabierając wysokości i pokonuje stosunkowo niskie tutaj wzgórze ograniczające dolinę rzeki Iller. Pomiędzy Wullenstetten a Witzighausen na kilometrze 3,6 tory przebiegają pod autostradą A7 i osiągają wkrótce najwyższy punkt linii – na północnym skraju Witzighausen. Kolejny odcinek to łuk w kierunku południowym okalający od północy i wschodu Witzighausen i betonowym wiaduktem przebiega ponad lokalną ulicą. Wiadukt jest jedyną większą budowlą inżynieryjną na samej linii, poza nim istnieją tylko małe mostki i przepusty. Na południe od Witzighausen rozpoczyna się szeroki łuk przez pola i niewielkie lasy aż do należącej do Weißenhorn dzielnicy przemysłowej Eschach. Aż do dworca końcowego linia wykazuje lekki spadek. W pobliżu dworca kolejowego Weißenhorn tory odbijają na północ. Dworzec kolejowy leży po zachodniej stronie miasta, w pewnej odległości od starówki. Nachylenie linii nie przekracza 1,667%, najmniejszy promień łuku 490 metrów.

### Punkty eksploatacyjne

#### Senden

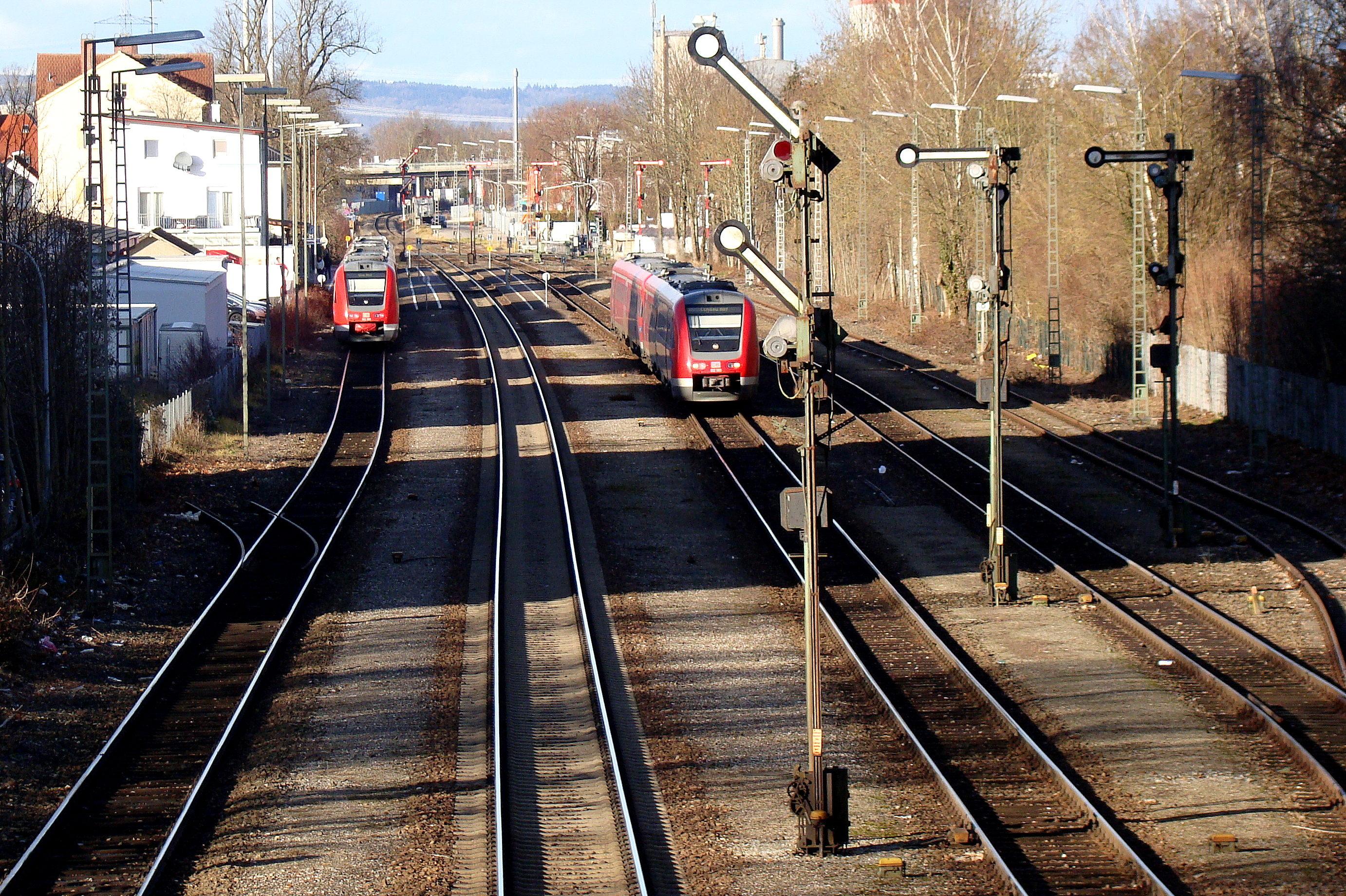
Dworzec w Senden, widok od południa na tory stacyjne

Dworzec kolejowy w Senden został wybudowany podczas budowy Illertalbahn w 1862. Kolejne tory zostały dobudowane w 1878 na potrzeby linii do Weißenhorn. Dworzec liczy łącznie trzy perony, jeden przy samym budynku oraz dwa dostępne przejściem na poziomie torów. Urządzenia sterowania ruchem należą do elektromechanicznego typu E43. Podczas modernizacji trasy do Weißenhorn w związku z przywracaniem ruchu pasażerskiego na linii do Weißenhorn zamontowano samoczynną blokadę liniową, nadzorowaną przez dyżurnego ruchu z Senden.

#### Wullenstetten
Wcześniejszy przystanek kolejowy Wullenstetten został zorganizowany dopiero kilka lat po uruchomieniu linii. Leżał na południowy zachód od wsi, na kilometrze 1,4 linii kolejowej i przez większość czasu do zawieszenia ruchu pasażerskiego w 1966 funkcjonował jako przystanek na żądanie. Później został rozebrany. Miejsce nie jest już rozpoznawalne w terenie. Po wznowieniu przewozów przystanek Wullenstetten urządzono w innym, położonym bardziej na wschód miejscu w kilometrze 2,1. Peron liczy 140 m długości. Obok przystanku mieści się parking typu Parkuj i Jedź (P+R). Według SWU za przeniesieniem lokalizacji przemawiało korzystniejsze oddalenie od dworca w Senden, krótsze dojście i lepsze możliwości kontroli społecznej zachowań użytkowników.

#### Witzighausen

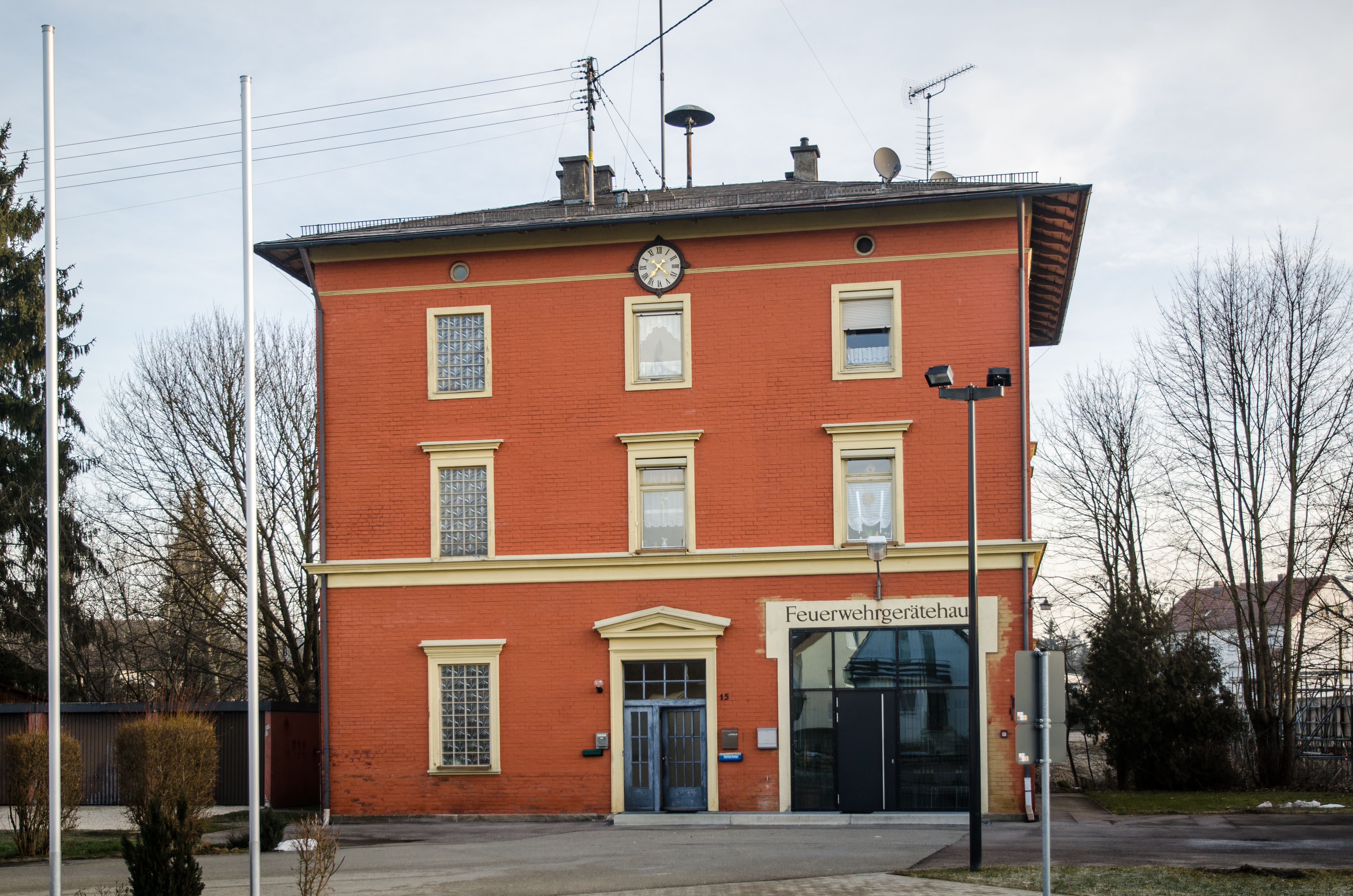
Budynek stacji Witzighausen

Witzighausen było początkowo jedyną pośrednią stacją kolejową na linii. Stację wybudowano na kilometrze 4,5 w głębokim wykopie, a budynek dworca zlokalizowano od południowej strony, ponad wykopem. Na perony prowadziły schody. Prócz głównego toru tory stacyjne obejmowały mijankę oraz tor wyładowczo-załadowczy. Sygnalizacja kolejowa składała się jedynie z tarcz (Trapeztafeln). Po zawieszeniu przewozów pasażerskich Deutsche Bundesbahn zaprzestała odprawy towarowej w Witzighausen i rozebrała tory przeznaczone do tego celu. Budynek stacyjny, wybudowany w 1878 jest wyjątkowo duży w stosunku do niewielkiego znaczenia stacji. Styl jest typowy dla budynków Bawarskich Kolei Państwowych (Königlich Bayerische Staatseisenbahnen) z lat 70. XIX wieku. Stanowi własność prywatną, a na parterze mieści się remiza miejscowej ochotniczej straży pożarnej. Pozostałe kondygnacje pełnią funkcję mieszkalną. Po wznowieniu ruchu pasażerskiego SWU wybudowało przystanek kolejowy około 400 metrów na zachód od wcześniejszego dworca, wyposażony w peron długi na 140 metrów i parking typu Parkuj i Jedź.

#### Weißenhorn-Eschach
Przystanek Weißenhorn-Eschach został wybudowany dopiero w okresie przywracania ruchu kolejowego na linii. Peron liczy 140 metrów długości. Służy przede wszystkim dojeżdżającym do pracy w pobliskiej dzielnicy przemysłowej.

#### Weißenhorn
Budynek dworca został wybudowany w 1878 w stylu typowym dla bawarskich kolei państwowych, podobny do dworca w Witzighausen. W 1944 został uszkodzony podczas nalotów bombowych, ale później wyremontowany. Niegdyś stanowił własność miasta, ale został sprzedany Deutsche Bahn. W 2014 budynek dworca przeszedł na własność prywatną. Znajduje się w nim bistro, mieszkanie i studio jogi.
Podczas budowy w 1878 stacja liczyła trzy tory główne i kilka bocznic. Rosnący popyt na przewozy towarowe wymusił rozbudowę w latach 30. XX wieku do sześciu torów, z których przy dwóch były perony. Na początku na stacji znajdowała się lokomotywownia na dwie lokomotywy, podporządkowana zakładom w Neu-Ulm. Lokomotywownia posiadała wjazd od obydwóch stron i był dzięki temu możliwy przejazd. Od północnego końca stacji znajdowała się dodatkowo niewielka, ręczna obrotnica pozwalająca prócz obracania lokomotyw na rozrząd wagonów towarowych między dwoma rampami załadowczymi. Pod względem sterowania ruchem stacja posiadała jedynie semafor wjazdowy. Wszystkie rozjazdy są sterowane ręczne. Od czasów reaktywacji linii na stacji pozostawiono jedynie jeden tor z peronem i drugi dodatkowy. Na miejscu składów towarowych powstał niewielki dworzec autobusowy na potrzeby połączeń z miejscowościami na wschód i południe od Weißenhorn.

### Bocznice
Aż do lat 30. XX wieku odprawa towarowa była ograniczona do stacji Witzighausen i Weißenhorn, w których przeładowywano produkty rolne i materiały budowlane. Po przejęciu władzy przez nazistów nastąpił w latach 30. XX wieku program zbrojeniowy, w ramach którego wybudowano w Eschach, na zachód od Weißenhorn skład paliwa na potrzeby Wehrmachtu. Doprowadzono do nich bocznice kolejowe, a przewozy towarowe znacząco wzrosły.
Po wojnie tereny zajmowane przez wojsko zostały przeznaczone pod budownictwo przemysłowe. Do dzielnicy Eschach prowadziły dwie bocznice towarowe. Na kilometrze 7,7 odgałęzia się bocznica prowadząca do huty przetapiającej aluminium i składu złomu oraz dawnego składu Bundeswehry. Utrzymywana jest jedynie bocznica do huty. Regularnie używana jest otwarta w 1997 bocznica do składu paliw przedsiębiorstwa Westfalengas. Na samej stacji Weißenhorn istniały bocznice do magazynu przedsiębiorstwa Baywa, fabryki PERI i składnicy artykułów rolnych. Nie zrealizowano dotąd projektu nowych bocznic do przedsiębiorstw PERI i Scholz.

## Tabor
Już podczas budowy linii wybudowano przy dworcu w Weißenhorn lokomotywownię, filię warsztatów kolejowych Neu-Ulm. Początkowo wykorzystywano dwie lokomotywy typu Bayerische D IV (w nomenklaturze DR: 88.71). Z biegiem czasu okazały się za słabe do ciągnięcia coraz cięższych składów. W roku 1902 pociągi były ciągnięte przez lokomotywy typu D VI i D VII (serie DR: 98.75 i 98.76). Przez lata aż do okresu po zakończeniu II wojny światowej używano niemal wyłącznie lokomotyw bawarskich kolei lokalnych, przede wszystkim typu D XI (seria DR/DB 98.4) i GtL 4/4 (seria DR/DB 98.8). Od 1928 używano także lokomotyw Deutsche Reichsbahn serii DR 86.
Od 1956 bawarskie lokomotywy stopniowo zastępowano nowszymi, serii DR-64, które prowadziły większość pociągów aż do zawieszenia przewozów pasażerskich. Stosowano także szynobusy serii VT 95. Ostatni pociąg pasażerski 24 września 1966 ciągnęła pierwsza lokomotywa tej serii – 64 001, z dymnicą udekorowaną kwiatami. Parowozy od czasu do czasu wykorzystywano jeszcze aż do 1975, pod koniec były to lokomotywy serii DR-50 z zakładu taboru w Ulm (Bahnbetriebswerk Ulm). Od zamknięcia w 1961 lokomotywowni w Neu-Ulm ruch obsługiwały lokomotywownie w Ulm i Kempten.
Od 1961 na trasie wykorzystywano także lokomotywy spalinowe serii V 100, zarówno do przewozów pasażerskich, jak i towarowych. Po wycofaniu z Kempten lokomotyw V 100 pociągi towarowe były ciągnięte przez spalinowozy typu Baureihe 294.
Od grudnia 2013 ruch pasażerski obsługiwały szynobusy Regio-Shuttle RS1 spółki RAB. W grudniu 2016 prowadzenie przewozów przejęła spółka DB Regio Bayern. Odtąd kursują szynobusy Siemens Desiro Classic.
Ze względu na system sterowania ruchem na linii może kursować tylko jeden pociąg, a takt rozkładu nie pozwala uruchomić dodatkowych kursów. Od czasu wznowienia ruchu pasażerskiego ruch towarowy do Weißenhorn został przesunięty na godziny nocne.